# Myriopteris yavapensis
Myriopteris yavapensis är en kantbräkenväxtart som först beskrevs av T.Reeves och Michael D. Windham, och fick sitt nu gällande namn av Grusz och Windham. Myriopteris yavapensis ingår i släktet Myriopteris och familjen Pteridaceae. Inga underarter finns listade.